# Ibrahim Moussa
Cet article possède un paronyme, voir Moussa Ibrahim.
Pour les articles homonymes, voir Moussa.
Ibrahim Moussa, né en 1946 en Égypte, mort au début de juillet 2012 à Los Angeles, (Californie) est un homme d'affaires et producteur de cinéma égyptien et américain.
Ibrahim Moussa a été de 1984 à 1992 le mari de l'actrice Nastassja Kinski. Moussa a adopté Aljocha, le fils de Nastassja, et ils ont eu une fille née en 1986, Sonja (connue sous les noms de Sonja Leila Moussa ou Sonja Kinski).

## Filmographie

### Producteur
- 1980 : La Cigale (La cicala) d'Alberto Lattuada[3]
- 1983 : Gabriela, Cravo e Canela de Bruno Barreto
- 1985 : Miss Right (La donna giusta) de Paul Williams (en)
- 1987 : Intervista de Federico Fellini
- 1991 : Humiliés et Offensés (Униженные и оскорблённые) d'Andreï Echpaï (d'après Humiliés et Offensés de Dostoïevski)
- 2000 : Tom Sawyer (film d'animation de Paul Sabella et Phil Mendez)

### Acteur
- 1985 : Harem de Arthur Joffé : Le frère (non crédité)